# Ahn Byeong-keun
Dans ce nom coréen, le nom de famille, Ahn, précède le nom personnel.
Pour les articles homonymes, voir Ahn.
Ahn Byeong-keun, né le 23 février 1962, est un judoka sud-coréen évoluant dans les années 1980 dans la catégorie des moins de 71 kg (poids légers). Il est sacré champion olympique en 1984.

## Palmarès
| Année | Compétition           | Lieu        | Résultat | Catégorie      |
| ----- | --------------------- | ----------- | -------- | -------------- |
| 1984  | Jeux olympiques       | Los Angeles | 1er      | Moins de 71 kg |
| 1985  | Championnats du monde | Séoul       | 1er      | Moins de 71 kg |
| 1986  | Jeux asiatiques       | Séoul       | 1er      | Moins de 71 kg |